# Paashaus
Paashaus ist ein Wohnplatz in der bergischen Großstadt Solingen.

## Geographie
Der Wohnplatz Paashaus liegt im Stadtteil Gräfrath direkt an der Lützowstraße zwischen dem Wohnplatz Laiken sowie der Ortslage Neuenhaus im Norden und dem Wohnplatz Rauenhaus im Süden. An den Talhängen östlich von Paashaus liegen die Hofschaften Unten sowie Oben zum Holz. Im Westen liegen die nördlichen Ausläufer des Gewerbe- und Industriegebietes Dycker Feld.

## Etymologie
Der Ortsname Paashaus bezeichnet ein Haus eines Besitzers mit dem Familiennamen Paas. Dies muss jedoch nicht zwangsläufig der Erbauer des Hauses gewesen sein.

## Geschichte
Auf der Trasse der heutigen Lützowstraße verlief in der frühen Neuzeit eine Transportstrecke für Kohlen vom Ruhrgebiet in die Stadt Solingen. Entlang dieser alten Kohlenstraße entstanden auf dem Abschnitt zwischen dem I. Stockdum und Laiken im Laufe der Zeit einige Hofschaften, darunter vermutlich auch Paashaus, das bereits im 17. Jahrhundert vorhanden war. In dem Kartenwerk Topographia Ducatus Montani von Erich Philipp Ploennies, Blatt Amt Solingen, aus dem Jahre 1715 ist der Ort mit einer Hofstelle verzeichnet und als Poſchhus benannt. Der Ort gehörte zur Honschaft Ketzberg innerhalb des Amtes Solingen. In der Topographischen Karte des Regierungsbezirks Düsseldorf von 1871 ist die Hofschaft als Paashaus verzeichnet.
Nach Gründung der Mairien und späteren Bürgermeistereien Anfang des 19. Jahrhunderts gehörte Paashaus zur Bürgermeisterei Gräfrath. 1815/16 lebten 62 Einwohner, 1830 72 Menschen im als Weiler kategorisierten Ort, der zu dieser Zeit Posthaus genannt wurde. 1832 war Paashaus weiterhin Teil der Honschaft (Ketz-)Berg innerhalb der Bürgermeisterei Gräfrath. Der nach der Statistik und Topographie des Regierungsbezirks Düsseldorf als Hofstadt kategorisierte Ort besaß zu dieser Zeit fünf Wohnhäuser, zwei Fabriken bzw. Mühlen und sechs landwirtschaftliche Gebäude. Zu dieser Zeit lebten 61 Einwohner im Ort, davon neun katholischen und 52 evangelischen Bekenntnisses. Die Gemeinde- und Gutbezirksstatistik der Rheinprovinz führt den Ort 1871 mit 16 Wohnhäusern und 171 Einwohnern auf. Im Gemeindelexikon für die Provinz Rheinland werden 1885 29 Wohnhäuser mit 172 Einwohnern angegeben. 1895 besitzt der Ortsteil 28 Wohnhäuser mit 171 Einwohnern, 1905 werden 26 Wohnhäuser und 128 Einwohner angegeben.
Mit der Städtevereinigung zu Groß-Solingen im Jahre 1929 wurde Paashaus ein Ortsteil Solingens. Die Ortsbezeichnung Paashaus ist bis heute im Solinger Stadtplan verzeichnet, wenngleich die heute noch vorhandenen Gebäude sämtlich zur Lützowstraße nummeriert sind.